# David Stähelin
David Stähelin (* 8. Oktober 1673 in St. Gallen; † 1. Mai 1750 ebenda) war ein Bürgermeister von St. Gallen (Schweiz).

## Leben
David Stähelin wurde als Sohn des Heinrich Stähelin, Prediger und Vorsinger in der Stadtkirche St. Laurenzen, und dessen Ehefrau Helena Mittelholzer geboren. 
Er war als Gürtler Mitglied der Schmiedezunft und war von 1711 bis 1721 Elfer und Stadtrichter. 1721 wurde er zum Zunftmeister gewählt und blieb dies bis zu seiner Wahl zum Bürgermeister 1725; bis 1740 war er im Dreijahresturnus mit Jacob Züblin, Hans Jacob Rietmann und Christoph Hochreutiner Amtsbürgermeister, Altbürgermeister und Reichsvogt. 1740 gab er sein Amt aus gesundheitlichen Gründen auf.
David Stähelin war mit Barbara, Tochter des Gallus Hiller, Säckler und Fischschauer (Qualitätskontrolleur), verheiratet.